# Principe de non-agression
 (juillet 2023).
Le principe de non-agression, avec le concept de droit naturel, est selon Murray Rothbard le principe fondamental du libertarianisme, ainsi exposé dans le Manifeste libertarien :

« Le credo libertarien repose sur un axiome central : aucun individu ni groupe d’individus n’a le droit d’agresser quelqu’un en portant atteinte à sa personne ou à sa propriété. On peut appeler cela « axiome de non-agression », « agression » étant défini comme prendre l’initiative d’utiliser la violence physique (ou de menacer de l’utiliser) à l’encontre d’une autre personne ou de sa propriété. Agression est donc synonyme d’invasion, d’intrusion.
Si personne n’a le droit d’agresser quelqu’un d’autre, en bref, si chacun a le droit absolu d’être « libre » de toute agression, il s’ensuit immédiatement que le libertarien approuve pleinement ce qu’on appelle généralement les « libertés civiles » : liberté d’expression, de publication, d’association, liberté de « commettre » des délits sans victimes tels que la pornographie, les « déviations » sexuelles, la prostitution, la drogue, toutes choses que le libertarien ne considère pas du tout comme des délits, puisqu’il ne s’agit pas d’agression à l’encontre d’une autre personne ou de sa propriété. En outre, il considère la conscription comme un esclavage à grande échelle. Et puisque la guerre, et plus particulièrement la guerre moderne, entraîne l’exécution massive de civils, le libertarien considère de tels conflits comme du meurtre de masse, et donc comme quelque chose d’absolument illégitime.
Le libertarien s’opposant à l’agression contre le droit de propriété privée, il s’oppose tout aussi vigoureusement à l’intrusion du gouvernement dans les droits de propriété et dans l’économie de marché au travers de contrôles, réglementations, subventions ou interdictions. Car si chaque individu a le droit de posséder et de ne pas être agressé et volé, alors il a aussi le droit de se défaire de sa propriété (par la transmission ou l’héritage) et de l’échanger contre la propriété d’autres personnes (liberté de contrat et économie de marché libre) sans subir d’intrusion. Le libertarien est donc en faveur d’un droit de propriété sans restriction et du libre-échange, c’est-à-dire d’un système capitalistique de laissez-faire. Il s'oppose également à la redistribution des richesses par l'imposition, qu'il considère comme une agression contre la propriété privée.
Le libertarien ne voit aucune incohérence à être « de gauche » dans certains domaines et « de droite » dans d’autres. Au contraire, il considère que sa position est pratiquement la seule qui soit cohérente du point de vue de la liberté individuelle. »

Ce principe est plus restrictif (ou moins contraignant) que le harm principle énoncé par John Stuart Mill, car il ne comporte pas d'obligation d'assistance.